# Drosanthemum curtophyllum
Drosanthemum curtophyllum är en isörtsväxtart som beskrevs av L. Bol. Drosanthemum curtophyllum ingår i släktet Drosanthemum och familjen isörtsväxter. Inga underarter finns listade i Catalogue of Life.